# トップサーロイン

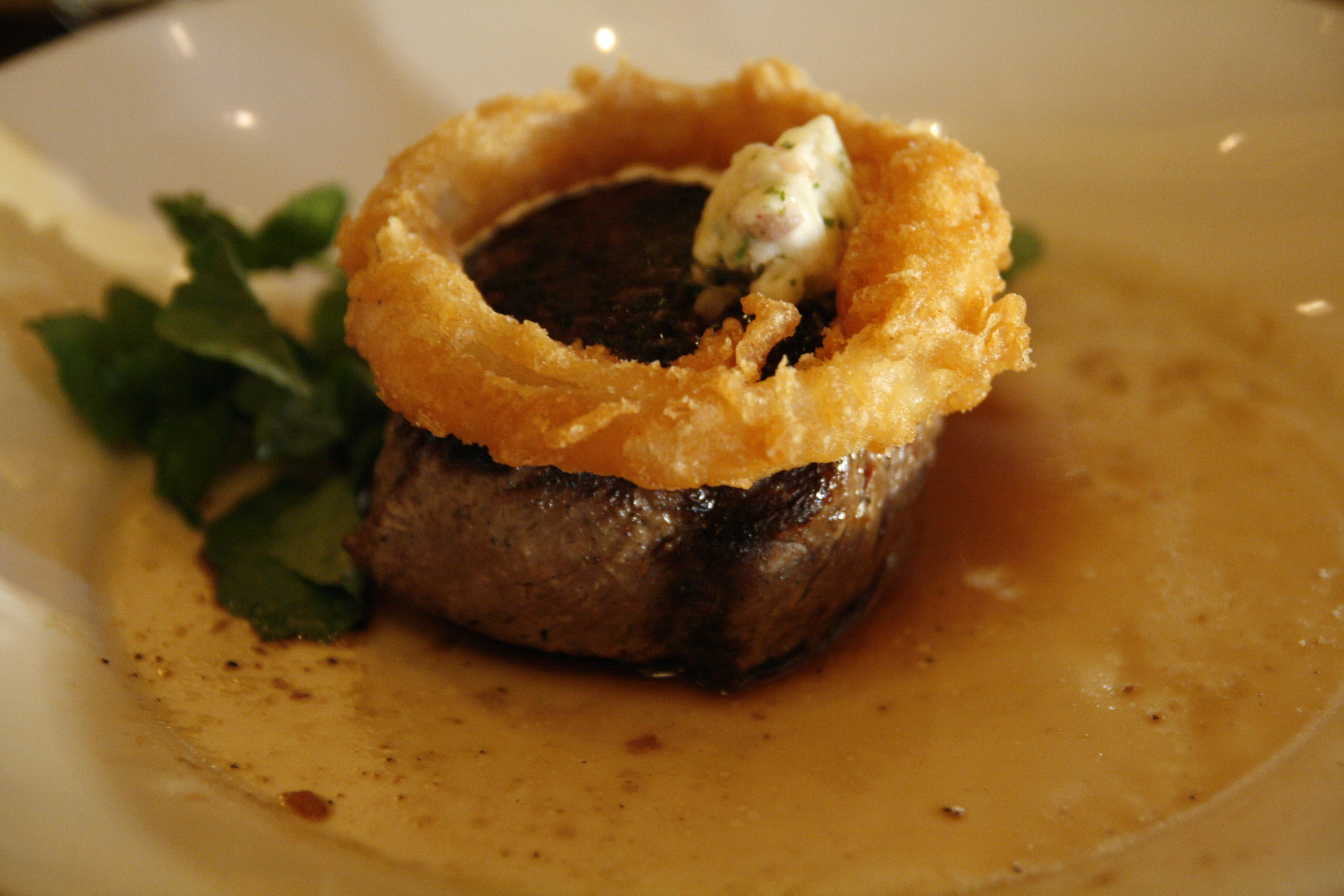
オニオンリングを乗せたトップサーロインのステーキ

トップサーロイン(Top sirloin)は、牛肉の部位の1つである。サーロインから骨とテンダーロイン、ボトムサーロインを除いたもので、主に中臀筋と大腿二頭筋からなる。

## 概要
USDA NAMP/IMPSでは、181A及び184とコードされる。181Aは、181からボトムサーロインとテンダーロインを除いて得られる。184は182からボトムサーロインを除いて得られる。184Aはさらに184Aから184Fに切り分けられるが、181Aはそれ以上切り分けられない。オーストラリアのHandbook of Australian MeatではD-rumpと呼ばれ、2100番とコードされる。

## 語源
「ロインの上」を意味する古フランス語surlongeに由来する中英語surloineから来た言葉である。現代のフランス語では、aloyauまたはfaux-filetという。
一片の肉がイギリス王から爵位を与えられたためといわれることがあるが、これは嘘である。しかし、イギリスでの切り分け方では、サーロインは、ショートロイン、トップサーロイン、ボトムサーロインを含む、大きな部分を占める。

## 調理
グリル、ボイル、ソテー、パンフライ等で調理する。